# Middlesex
Middlesex (/ˈmɪdəlsɛks/) es uno de los 39 condados históricos de Inglaterra y fue el de menos extensión, junto a Rutland. Nunca tuvo ninguna ciudad oficial como centro administrativo ni capital. En 1965 la mayor parte del condado devino un partido de Gran Londres, con las excepciones de Potters Bar, que fue a Hertfordshire, y Staines y Sunbury-on-Thames, que fueron a Surrey.

## Condado

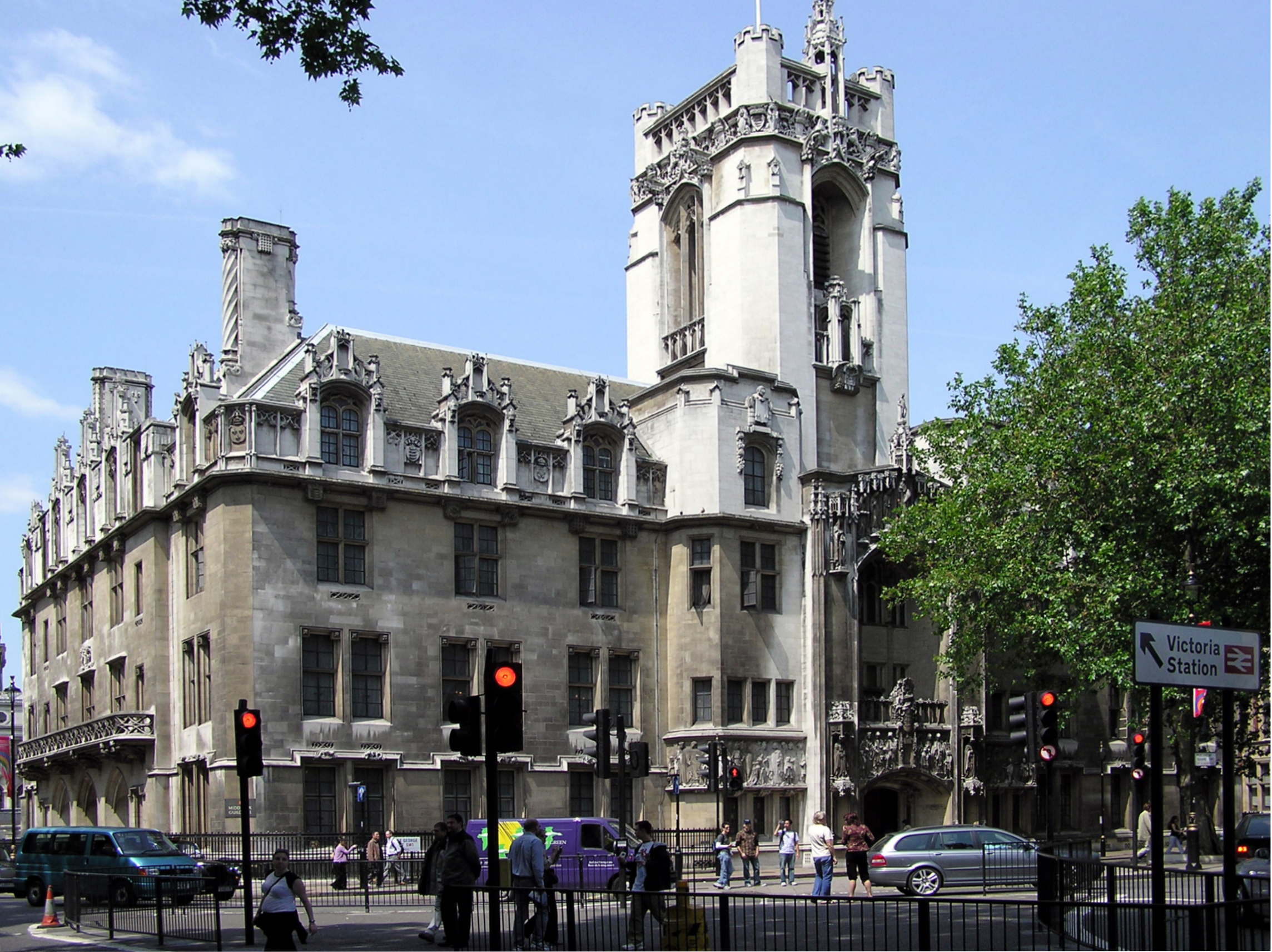
El Middlesex Guildhall en Westminster.

El título Conde de Middlesex fue creado dos veces, en 1622 y 1677 pero duró solo hasta 1843.